# 282

## Nașteri
- dată necunoscută: Ecaterina de Alexandria  (d. 305)

## Decese
- dată necunoscută: Marcus Aurelius Probus  (n. 232)